# Loreen
Loreen, švedska pevka, * 16. oktober 1983, Stockholm, Švedska.
Loreen se je širšemu občinstvu predstavila na Švedskemu Idolu in zasedla končno četrto mesto. Nato se je njena kariera nadaljevala na  Melodifestivalenu 2011, tam se ji je uspelo uvrstiti v Andra chansen, a je ostala brez finala. Leta 2012 je na švedskem izboru za Pesem Evrovizije v prvem polfinalu zasedla prvo mesto in se uvrstila v finale, kjer je zmagala z veliko prednostjo. Loreen je zastopala Švedsko na izboru za Pesem Evrovizije v Azerbajdžanu maja 2012, kjer je tudi zmagala. Loreen je leta 2023 ponovno zastopala Švedsko na izboru za Pesem Evrovizije 2023 v Liverpoolu in znova zmagala. S tem je šele druga izvajalka po Johnnyju Loganu, ki je na Pesmi Evrovizije zmagala več kot enkrat.

## Pesmi
| Leto | Pesem                         | Lestvica |         |         |
| Leto | Pesem                         | Švedska  | Švedska | Švedska |
| ---- | ----------------------------- | -------- | ------- | ------- |
| 2005 | "The Snake" (feat. Rob'n'Raz) | –        |         |         |
| 2011 | "My Heart is Refusing Me"     | 9        |         |         |
| 2011 | "Sober"                       | –        |         |         |
| 2012 | "Euphoria"                    | 1        |         |         |
| TBD  | "She's The One"               | –        |         |         |

## Melodifestivalen

### 2011
| Slog       | Pesem                   | Uvrstitev. |
| ---------- | ----------------------- | ---------- |
| Polfinale  | My heart is refusing me | 4.         |
| Predfinale | My heart is refusing me | 5.         |

### 2012
| Slog      | Pesem    | Uvrstitev. |
| --------- | -------- | ---------- |
| Polfinale | Euphoria | 1.         |
| Finale    | Euphoria | 1.         |